# Мозгава (гміна Піньчув)
Мозгава (пол. Mozgawa) — село в Польщі, у гміні Пінчів Піньчовського повіту Свентокшиського воєводства.
Населення — 194 особи (2011).
У 1975-1998 роках село належало до Келецького воєводства.

## Демографія
Демографічна структура на день 31 березня 2011 року:
|          | Загалом | Допрацездатний вік | Працездатний вік | Постпрацездатний вік |
| -------- | ------- | ------------------ | ---------------- | -------------------- |
| Чоловіки | 110     | 16                 | 80               | 14                   |
| Жінки    | 84      | 11                 | 44               | 29                   |
| Разом    | 194     | 27                 | 124              | 43                   |